# ラックムアン

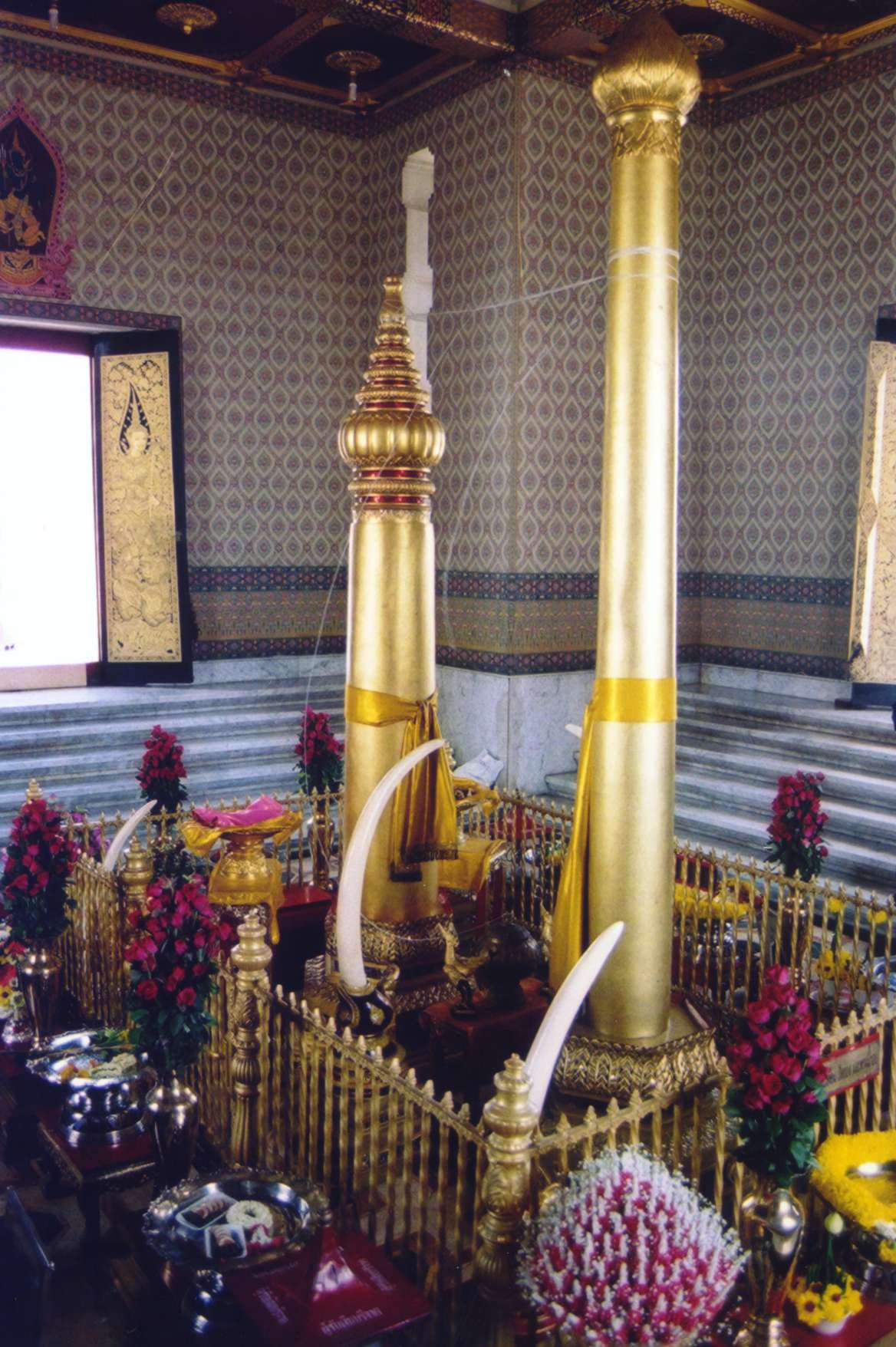
バンコクのラックムアンの社の中。長い方はラーマ1世による建立。短い方はラーマ4世が建立したものである。

ラックムアン (タイ語: หลักเมือง) とは、チャオポー・ラックムアン (タイ語: เจ้าพ่อหลักเมือง) と呼ばれる市の守護神を祭るための柱である。タイの県庁所在地、都市などにおいて見ることができる。通常、サーンチャオ (タイ語: ศาลเจ้า) と呼ばれる社の中にある。信仰の対象とされ、何らかの祈願を行いに来る人がいる。
ラーマ1世がおそらく最初にラックムアンを建立した人物である。トンブリーからバンコクに遷都するときラーマ1世はラックムアンを1782年4月21日午前6時45分に建立した。これがバンコク遷都後の最初の建造物であり、まだ王宮や他の建造物はなかった。
そのバンコクのラックムアンの建立のあと、よく似たラックムアンが戦略上重要な都市に建立されることとなった。たとえばソンクラーのそれである。またラーマ2世は、ナコーンクアンカン（現・プラプラデーン郡）、サムットプラーカーンにラックムアンを建立。ラーマ3世（ナンクラオ）はチャチューンサオ、チャンタブリー、バッタンバン（現・カンボジア領）にラックムアンを建立している。その後、ラーマ4世（モンクット）はバンコクにラックムアンを新たにつくったが、他県につくることはなかった。
1944年時の首相ピブーンソンクラームは、ペッチャブーンに首都を移転しようと試み、ペッチャブーンにラックムアンを建立した。しかし、ペッチャブーンへの首都移転計画は議会で否決され、ピブーンもこのために失脚するが、ラックムアンを建設するというアイディアが流行し、この後数年間、数か所の県がラックムアンを建立している。

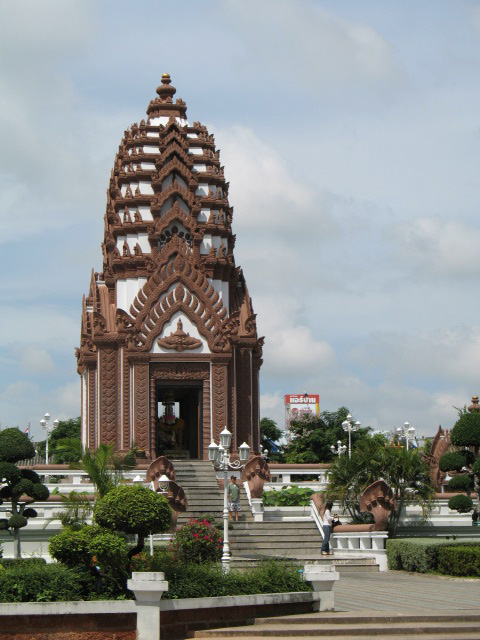
建物形のラックムアンの社

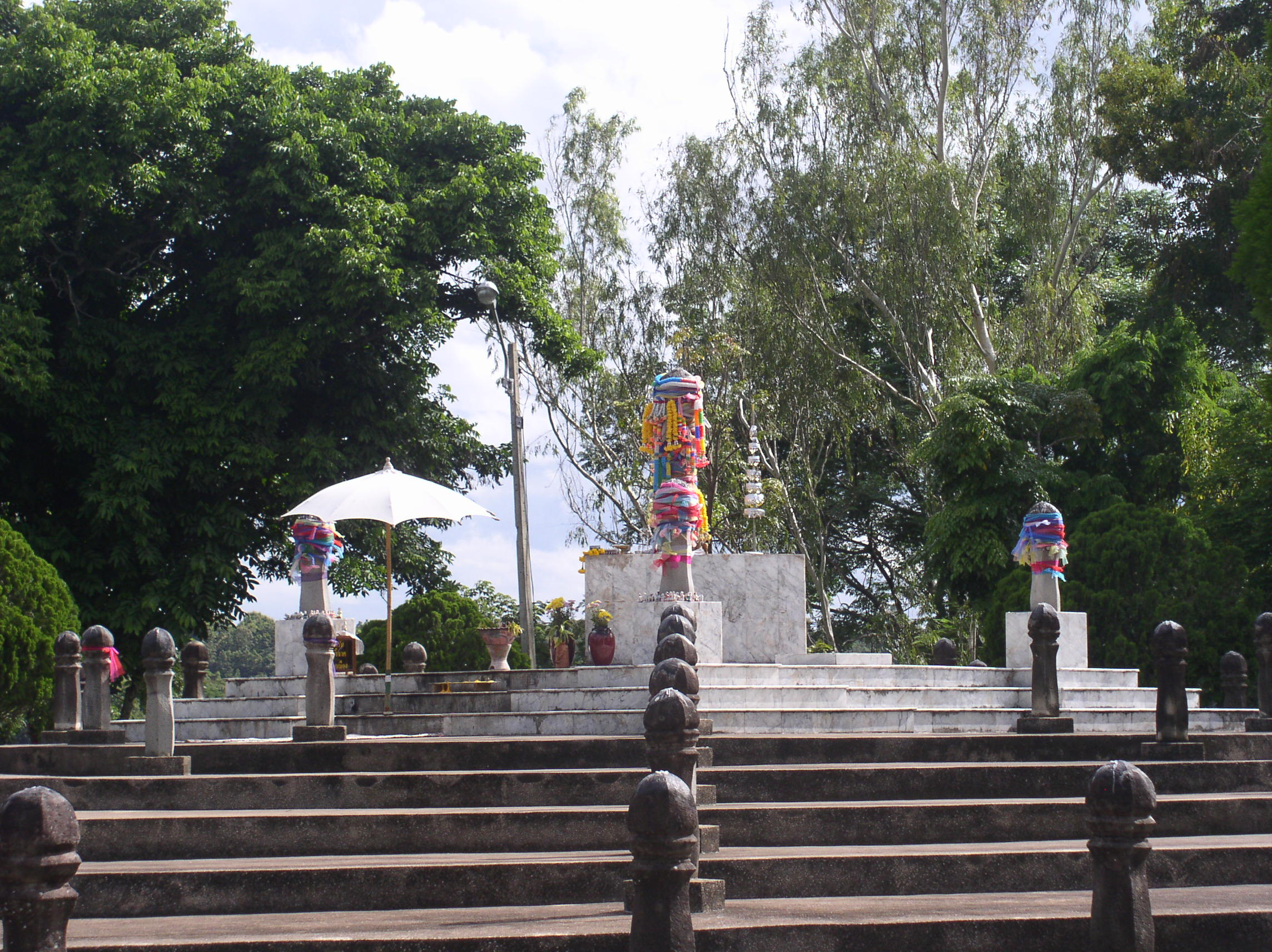
チエンラーイ市のラックムアン

ラックムアンの社のスタイルはさまざまである。特に中国様式の影響は大きく、ソンクラー、サムットプラーカーン、ヤソートーンなどのラックムアンの社のように顕著に中国風なものもある。
チエンラーイのラックムアンは社の中に立っておらず1988年以降ワット・プラタートチョームトーンにあり、吹きさらしである。ラックムアンではなくサドゥームアン (タイ語: สะดือเมือง) すなわち市のへそと呼ばれている。
なお、ラックムアンの中にはチエンマイのサオインタキン (タイ語: เสาอินทขิล) のようにマンラーイ王時代建立のように古く、起源がラワ族（ルワ族）と考えられるというバンコクのラックムアンとは全く趣を異にしているものもあり、一概に上記の歴史・概念がすべてのラックムアンにいえるわけではない。